# Mandistan
Mandistan és una comarca costanera de l'Iran, a la província de Bushehr, comtat de Dashti, creuada pel riu Mand (que no és segur que li doni el nom). El comtat de Dashti està dividit en 4 cantons: Bardistan (capital Dayyir); Mandistan (al nord de l'anterior ocupant la costa); Sana i Shumba (al nord de l'anterior seguint el riu); i Tasuj-e Dashti (una estreta vall regada pel Čaniz). La capital és Kaki.
Històricament va veure la rivalitat entre les famílies dels Shaykhiyan i els Hajjiyan i els segons (sota Hajji Rais Jamal) van exterminar als primera aprofitant el moment de la invasió afganesa (1722-1729) i van fundar una dinastia local hereditària que per enllaços matrimonials va incorporar el Bardistan. Un dels emir, Muhammad Khan fou un poeta destacat amb el pseudònim de Dashtí, i va morir a Bushire el 1881.